# The Weeknd
Abel Makkonen Tesfaye (16. veljače 1990., Toronto), poznat i kao The Weeknd je kanadski pjevač, tekstopisac i producent. Krajem 2010. godine Tesfaye je stavio nekoliko pjesama na YouTube pod nazivom „The Weeknd”. Objavio je tri mixtapea 2011.: House of Balloons, Thursday and Echoes of Silence. 2012. izdao je kompilacijski album Trilogy. Objavio ga je Republic Records i njegov vlastiti label" XO. Trenutno je jedan od najpopularnijih i najuspješnijih umjetnika.
Krajem 2008. započeo je svoju karijeru.
Godine 2013 objavio je svoj prvi studijski album Kiss Land, koji je sadržavao singlove „Kiss Land” i „Live For”. Njegov drugi album, Beauty Behind the Madness postao je njegov prvi broj jedan album na Billboard 200 ljestvici, uključujući singlove „The Hills” i „I Can't Feel My Face". Pjesme su istovremeno održavale prva tri mjesta na Billboard Hot R&B Songs ljestvici, čime je postao prvi pjevač kojem je to uspjelo. Abel je osvojio dva Grammyja i devet Juno Awards.
U ožujku 2018. objavljuje EP My Dear Melancholy,
U rujnu 2016., izdao je treći album Starboy, koji je objavio istovremeno s izdavanjem singla „Starboy”, koji je dostigao broj jedan na Billboard Hot 100.
After Hours je četvrti studijski album kanadskog pjevača The Weeknd-a, objavljen 20. ožujka 2020. u izdanju izdavačke kuće XO i Republic Records. Producirao ga je prvenstveno The Weeknd, zajedno s raznim producentima kao što su DaHeala, Illangelo, Max Martin, Metro Boomin i OPN, s kojima je većina Weeknda ranije surađivala. Standardno izdanje albuma nema featurea(suradnji s drugim glabenicima), iako izdanje remiksa sadrži kolaberaciju s Chromatics i Lil Uzi Vert.
Prije izlaska albuma, The Weeknd je potvrdio da će se After Hours suočiti sa stilskim razlikama u odnosu na svoj prethodni album Starboy (2016). Glazbeni novinari primijetili su album kao umjetničku izmišljotinu. Umetnička djela i estetika za promotivni materijal albuma opisani su kao psihodelični i nadahnuti raznim filmovima, poput Casina (1995), Fear and Loathing in Las Vegas (1998), Jokera i Uncut Gems (oba 2019.). After Hours čine četiri singla: "Heartless", "Blinding Lights", "In Your Eyes" i "Save Your Tears", a prva dva su predvodila američki Billboard Hot 100 i dobila platinasti certifikat. Njegova naslovna pjesma objavljena je kao promotivni singl. U ožujku 2020. godine, After Hours oborio je rekord u najvećem broju globalnih preordovanja u povijesti Apple Musica, s preko 1,02 milijuna korisnika. Album je dobio općenito pozitivne kritike glazbenih kritičara, a neki su ga proglasili najboljim djelom The Weeknda. Debitirao je na vrhu Billboarda 200, zaradivši 444.000 jedinica ekvivalentnih albumu, od čega je 275.000 čistih prodaja, obilježivši četvrti album Weeknd broj jedan u SAD-u, i ostao na vrhu ljestvice četiri uzastopna tjedna. Također je stigla na prvo mjesto u 20 drugih zemalja, uključujući Kanadu i Ujedinjeno Kraljevstvo. After Hours bit će promoviran turnejom After Hours, koja bi trebala obuhvatiti Sjevernu Ameriku i Europu.

## Rani život
Abel je rođen 16.veljače 1990. kao sin etiopskih imigranata. Njegov otac je napustio obitelj, a njegova baka i majka su zbog životnih tragedija puštale etiopske tužaljke, što je Abel često slušao i na tome temelji svoju glazbu. Počeo je pušiti marihuanu s 11 godina, a kasnije koristio i kokain, XANAX i druge droge.
Napustio je srednju školu sa 17 godina i započeo svoj ulični život sa svojim najbližim prijateljima koji su danas također popularni pjevači i reperi.
Do nadimka "The Weeknd" je došao tako što je izbacio zadnje E u riječi "WeekEnd". Slovo E je izbacio zbog autorskih prava zato što je već postojao jedan bend imena The Weekend.
Abel kaže da su mu uzori bili Michael Jackson, Prince i R. Kelly. Mnogi ga porede sa  Majkl Džeksonom a sličnost se posebno primijeti u pjesmi "Dirty Diana".

## Karijera

### 2010–2011: Početak
The Weeknd/Abel je 2010. godine upoznao Jeremy Rose-a, producenta koji je imao ideju za mračni R&B muzički projekt. Jeremy je producirao: "What You Need", "Loft Music", i "The Morning" te još neke pjesme. Jeremy je dopustio Abelu da zadrži pjesme pod uslovom da kasnije bude priznat kao producent. 
U prosincu2010. godine Abel je na You Tube objavio "What You Need", "Loft Music", i "The Morning" pod njegovom profesionalnom imenu "The Weeknd" iako je to ime mnogima bilo nepoznato, ali ipak ne zadugo.
21. marta 2011, The Weeknd objavljuje njegov debi mixtape, House of Balloons. Mixtape je uključivao obilnu produkciju od Kanadskih producenata Illangelo i Doc McKinney, kao i uključujući pjesme producirane od strane Rosa, iako nije dobio produkcione zasluge. House of Balloons ispunjen je kritičkim priznanjem, i proglašen je za jednog od deset nominovanih u uži izbor za 2011 Polaris Music Prize. Kasnije je započeo turneju, počevši svoj prvi nastup u Torontu (njegovom rodnom gradu) u mjestu Mod Club.

### 2012–2014:TrilogyandKiss Land
U aprilu 2012-te Abel je započeo svoju prvu turneju u SAD-u s performansom na Coachella Festival. Turneja je kulminirala u Njujorku s rasprodanim nastupima,  koje su pozitivno prikazane pod Rolling Stone. Abel kasnije proširuje turneju i na Europu gdje nastupa na mnogim poznatim europskim festivalima uključujući Primavera Sound Festival u Španjolskoj i Portugalu. Za vrijeme turneje po Europi skrenuo je pažnju mnogih poznatih pjevača uključujući Katy Perry i Florence Welch.
U rujnu 2012. The Weeknd potpisuje s Republic Records u zajedničkom poduhvatu s vlastitim imprint XO.